# Tầng đối lưu

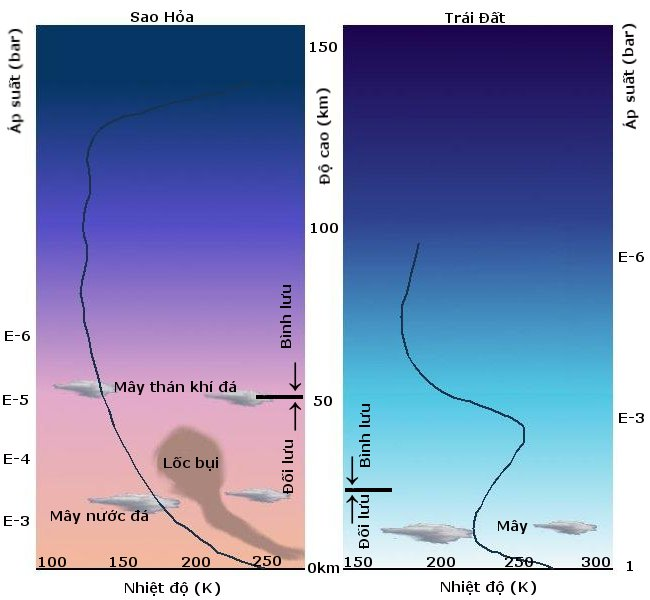
Tầng đối lưu là tầng thấp nhất của khí quyển Sao Hỏa và Trái Đất.

Tầng đối lưu là phần thấp nhất của khí quyển của một số hành tinh. Phần lớn các hiện tượng mà con người gắn với thời tiết hàng ngày diễn ra ở tầng đối lưu. Đặc trưng của tầng này thể hiện ở các dòng đối lưu của không khí nóng từ bề mặt bốc lên cao và lạnh đi. Hiện tượng đối lưu đã mang lại tên gọi cho tầng này.

## TrênTrái Đất

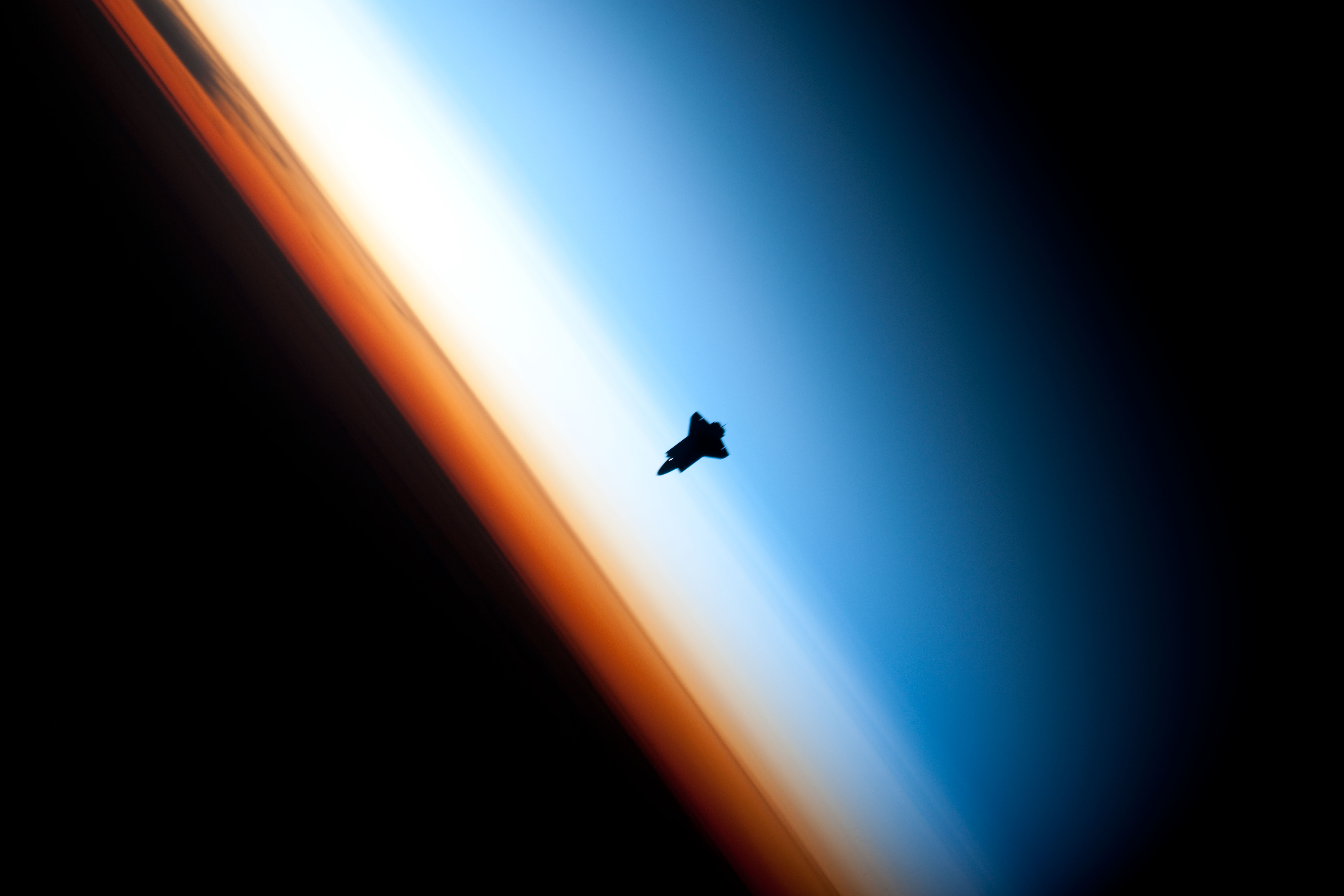
Lớp màu da cam là tầng đối lưu, phần trắng chuyển xanh là tầng bình lưu và tầng trung lưu và phần đen phía trên là bóng của vũ trụ.

Tầng đối lưu bắt đầu từ bề mặt Trái Đất mở rộng ra đến cao độ 20 km (12 dặm) ở các vùng nhiệt đới, giảm tới khoảng 11 km ở các vĩ độ trung bình, ít hơn 7 km (4 dặm) ở các vùng cực về mùa hè còn trong mùa đông là không rõ ràng. Lớp khí quyển này chiếm khoảng 80% tổng khối lượng của toàn bộ khí quyển, gần như toàn bộ hơi nước và xon khí (aerosol). Trong khu vực tầng đối lưu thì không khí liên tục luân chuyển và tầng này là tầng có mật độ không khí lớn nhất của khí quyển Trái Đất. Nitơ và oxy là các chất khí chủ yếu có mặt trong tầng này. Tầng đối lưu nằm ngay phía dưới tầng bình lưu. Phần thấp nhất của tầng đối lưu, nơi ma sát với bề mặt Trái Đất ảnh hưởng tới luồng không khí, là lớp ranh giới hành tinh. Lớp này thông thường chỉ dày từ vài trăm mét tới 2 km (1,2 dặm), phụ thuộc vào địa mạo và thời gian của ngày. Ranh giới giữa tầng đối lưu và tầng bình lưu, được gọi là khoảng lặng đối lưu, là nghịch chuyển nhiệt độ.
Tầng đối lưu được chia thành 6 khu vực luồng luân chuyển theo đới, gọi là các quyển hoàn lưu. Các quyển hoàn lưu này chịu trách nhiệm cho hoàn lưu khí quyển và tạo ra các hướng gió thịnh hành.

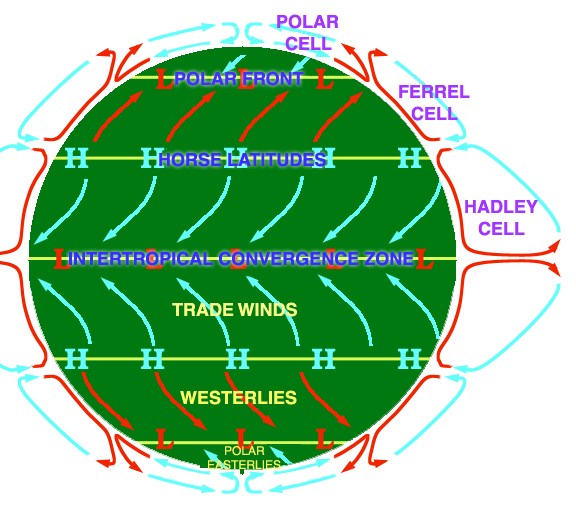
Các quyển hoàn lưu lớn trong tầng đối lưu.

Nguyên nhân các biến đổi nhiệt độ trong tầng đối lưu là do nhiệt độ được xác định bởi bức xạ nhiệt từ mặt đất ngược trở lại không khí. Mặc dù tia nắng Mặt Trời tiếp xúc với phần không khí ở trên cao trước, nhưng không khí khá trong suốt nghĩa là nó hấp thụ rất ít năng lượng của tia nắng. Đa phần năng lượng Mặt Trời rơi xuống mặt đất, tại đây, nó bị hấp thụ mạnh bởi mặt đất, và làm mặt đất nóng lên (nóng hơn không khí trên cao). Mặt đất nóng truyền nhiệt trực tiếp cho lớp không khí gần mặt đất; không khí gần mặt đất nóng lên và nở ra, nhẹ hơn phần không khí lạnh ở trên và bay lên cao nhờ lực đẩy Ácsimét. Khi không khí nóng bay lên cao, nó giãn nở đoạn nhiệt nghĩa là thể tích tăng và nhiệt độ giảm (giống như cách hoạt động của một số tủ lạnh, máy điều hòa). Càng lên cao, không khí càng nguội dần. Khi ra xa khỏi bề mặt Trái Đất thì nhiệt đối lưu có các hiệu ứng nhỏ hơn và không khí lạnh hơn. Ở các cao độ lớn hơn thì không khí loãng hơn và giữ nhiệt kém hơn, khiến cho nhiệt bị tản đi hết. Cứ mỗi khi độ cao tăng lên 1.000 mét thì nhiệt độ lại giảm trung bình khoảng 6,5 °C.
Mặc dù việc nhiệt độ giảm theo độ cao là xu hướng chung trong tầng đối lưu, thực tế đôi khi có ngoại lệ, gọi là hiện tượng nghịch nhiệt. Ví dụ ở châu Nam Cực, nhiệt độ tăng khi lên cao. Một ví dụ khác, hàng năm, xung quanh Hà Nội, Việt Nam, về đầu mùa đông có những đợt nghịch nhiệt về ban đêm, thường xảy ra vài ngày sau khi gió mùa đông bắc tràn về và kéo dài cho đến khi gió thịnh hành chuyển sang hướng đông nam và lặp lại khi có đợt gió mùa mới. Trong điều kiện nghịch nhiệt, khí thải từ hoạt động công nghiệp và nông nghiệp bị ứ đọng ở tầng thấp, không tỏa đi được, do chúng lạnh và nặng hơn các lớp khí bên trên.
Đỉnh tầng đối lưu đánh dấu giới hạn của tầng đối lưu và nó được nối tiếp bằng tầng bình lưu. Nhiệt độ ở phía trên đỉnh tầng đối lưu lại tăng lên chậm cho tới cao độ khoảng 50 km. Nói chung, các máy bay phản lực bay ở gần phần trên cùng của tầng đối lưu. Hiệu ứng nhà kính cũng diễn ra trong lớp trên cùng tầng đối lưu.

### Áp suất và cấu trúc nhiệt độ

#### Thành phần
Thành phần hóa học của tầng đối lưu về cơ bản là đồng nhất, với ngoại lệ đáng chú ý nhất là hơi nước. Nguồn hơi nước nằm tại bề mặt thông qua quá trình bốc hơi nước và thoát hơi nước. Bên cạnh đó, do nhiệt độ không khí trong tầng đối lưu giảm đi theo độ cao và áp suất hơi bão hòa giảm mạnh theo nhiệt độ nên lượng hơi nước có thể tồn tại trong không khí cũng giảm mạnh theo độ cao. Vì thế tỷ lệ hơi nước thông thường là lớn nhất ở gần bề mặt và giảm theo độ cao.

#### Áp suất
Áp suất khí quyển là cao nhất tại mực nước biển và giảm theo độ cao. Điều này là do khí quyển rất gần với trạng thái cân bằng thủy tĩnh, vì thế áp suất là tương đương với trọng lượng của không khí phía trên điểm đang xét. Thay đổi về áp suất theo độ cao vì thế có thể tính toán theo mật độ bằng phương trình thủy tĩnh:
{\displaystyle {\frac {dp}{dz}}=-\rho g_{n}=-{\frac {mpg}{RT}}}
trong đó:
- gn là gia tốc trọng trường (9,80665 m/s2)
- ρ là mật độ
- z là cao độ
- p là áp suất
- R là hằng số khí (8,314472(15) J • K−1 • mol−1)
- T là nhiệt độ, tính theo kelvin
- m là phân tử gam (trung bình)

Do nhiệt độ về nguyên lý cũng phụ thuộc vào độ cao, nên người ta cũng cần một phương trình nữa để xác định áp suất theo độ cao, như đề cập trong phần kế tiếp dưới đây.

#### Nhiệt độ
Nhiệt độ trong tầng đối lưu nói chung giảm khi độ cao tăng lên. Mức độ suy giảm nhiệt độ {\displaystyle -dT/dz}, được gọi là tỷ lệ giảm nhiệt. Nguyên nhân của sự suy giảm này là như sau:
Khi khối khí bốc lên, nó giãn nở, do áp suất thấp hơn tại các cao độ lớn hơn. Do khối khí giãn nở, nó ép vào không khí bao quanh nó, thực hiện công cơ học; nhưng nói chung nó không thu được nhiệt trong trao đổi từ môi trường của nó, do nó có tính dẫn nhiệt kém (quá trình như thế được gọi là quá trình đoạn nhiệt). Do khối khí sinh công nhưng không thu được nhiệt nên nó mất năng lượng và vì thế nhiệt độ của nó giảm xuống. Trật tự ngược lại cũng là đúng cho các khối khí chìm xuống.
Do trao đổi nhiệt dQ có liên quan tới thay đổi entropy dS theo phương trình dQ = T • dS, nên phương trình của nhiệt độ như một hàm số của độ cao cho khí quyển được trộn kỹ là 
{\displaystyle {\frac {dS}{dz}}=0}
trong đó S là entropy. Tỷ lệ mà nhiệt độ giảm theo độ cao trong những điều kiện như thế được gọi là tỷ lệ giảm nhiệt độ đoạn nhiệt.
Đối với không khí khô, là gần giống như khí lý tưởng nên phương trình đoạn nhiệt cho khí lý tưởng
{\displaystyle p(z)T(z)^{-{\frac {\gamma }{\gamma -1}}}=hangso}
trong đó {\displaystyle \gamma } là suất nhiệt dung ({\displaystyle \gamma }=1,4 cho không khí) có thể áp dụng được. Kết hợp với phương trình cho áp suất, đưa ra Tỷ lệ giảm nhiệt độ đoạn nhiệt khô
{\displaystyle {\frac {dT}{dz}}=-{\frac {mg}{R}}{\frac {\gamma -1}{\gamma }}=-9,8^{\circ }\mathrm {C} /\mathrm {km} }
Nếu không khí chứa hơi nước thì sự làm lạnh không khí có thể gây ra ngưng tụ nước và trạng thái của nó không còn giống như của khí lý tưởng nữa. Nếu không khí là bão hòa áp suất hơi thì tỷ lệ mà theo đó nhiệt độ giảm theo độ cao được gọi là Tỷ lệ giảm nhiệt độ đoạn nhiệt bão hòa. Tổng quát hơn, tỷ lệ thật sự mà nhiệt độ giảm theo độ cao được gọi là Tỷ lệ giảm nhiệt độ môi trường.
Trên thực tế, trong tầng đối lưu tỷ lệ giảm nhiệt độ môi trường trung bình là khoảng 6,5 °C cho mỗi km (1.000 m hay 3,567 °F trên mỗi 1.000 ft) gia tăng thêm về độ cao.
Tỷ lệ giảm nhiệt độ môi trường ({\displaystyle dT/dz} thực tế) thông thường không bằng tỷ lệ giảm nhiệt độ đoạn nhiệt (hay tương ứng là {\displaystyle dS/dz\neq 0}). Nếu không khí phía trên là ấm hơn so với dự báo bởi tỷ lệ giảm nhiệt độ đoạn nhiệt ({\displaystyle dS/dz>0}) thì khi khối khí bốc lên và giãn nở, nó sẽ đạt tới độ cao mới với nhiệt độ thấp hơn so với môi trường quanh nó. Trong trường hợp này, khối khí là đặc hơn so với xung quanh nên nó có xu hướng bị chìm xuống tới độ cao ban đầu và không khí là ổn định để chống lại việc bị đẩy lên. Ngược lại, nếu không khí phía trên là lạnh hơn so với dự báo bởi tỷ lệ giảm nhiệt độ đoạn nhiệt ({\displaystyle dS/dz<0}) thì khi khối khí bốc lên tới độ cao mới nó sẽ có nhiệt độ cao hơn và mật độ thấp hơn so với xung quanh và nó sẽ tiếp tục được gia tốc lên phía trên.
Nhiệt độ giảm tại các vĩ độ trung bình từ trung bình khoảng 15 °C ở mực nước biển tới khoảng -55 °C ở cao độ bắt đầu khoảng lặng đối lưu. Tại các vùng cực, tầng đối lưu là mỏng hơn và nhiệt độ chỉ giảm tới khoảng -45 °C trong khi tại xích đạo thì nhiệt độ tại đỉnh tầng đối lưu có thể đạt tới -75 °C.

### Khoảng lặng đối lưu
Khoảng lặng đối lưu là khu vực ranh giới giữa tầng đối lưu và tầng bình lưu.
Việc đo sự thay đổi nhiệt độ theo độ cao trong tầng đối lưu và tầng bình lưu giúp nhận ra vị trí của khoảng lặng đối lưu. Tại tầng đối lưu thì nhiệt độ giảm theo độ cao nhưng ngược lại, trong tầng bình lưu thì nhiệt độ ban đầu giữ ở mức không đổi rồi sau đó lại tăng lên theo độ cao. Khu vực của khí quyển mà tỷ lệ giảm nhiệt thay đổi dấu từ dương (tầng đối lưu) sang âm (tầng bình lưu) được xác định như là khoảng lặng đối lưu. Vì thế, khoảng lặng đối lưu là lớp nghịch nhiệt và ở đây chỉ có rấtít sự pha trộn giữa hai tầng của khí quyển.

## Trên Sao Hỏa
Trên Sao Hỏa, tầng đối lưu cao đến 40 km với nhiệt độ giảm dần theo độ cao. Tại ranh giới giữa tầng đối lưu và bình lưu, nhiệt độ tương đối ổn định khoảng 120 K. Lượng bụi lớn trong khí quyển Sao Hỏa đã đẩy cao tầng đối lưu lên như vậy (so với khí quyển Trái Đất chỉ khoảng 10 đến 20 km).
Ở tầng đối lưu, hai thành phần chính quyết định cấu trúc khí quyển là CO2 và bụi khí quyển. CO2 bức xạ nhanh nhiệt ra không trung, tại điều kiện nhiệt độ của Sao Hỏa, làm nguội nhanh khí quyển vào ban đêm. Các hạt bụi hấp thụ tốt năng lượng Mặt Trời và phân phối đều nhiệt lượng trong tầng đối lưu. Trong những đợt bão bụi, ảnh hưởng của bụi càng rõ, làm thay đổi nhiệt độ ngày đêm đáng kể.
Sự thay đổi nhiệt độ ở tầng đối lưu, trên phạm vi toàn Sao Hỏa, tuân theo dao động ngày đêm đều đặn, đồng bộ với vị trí Mặt Trời, đôi khi gọi là "thủy triều nhiệt".

## Trên Sao Mộc

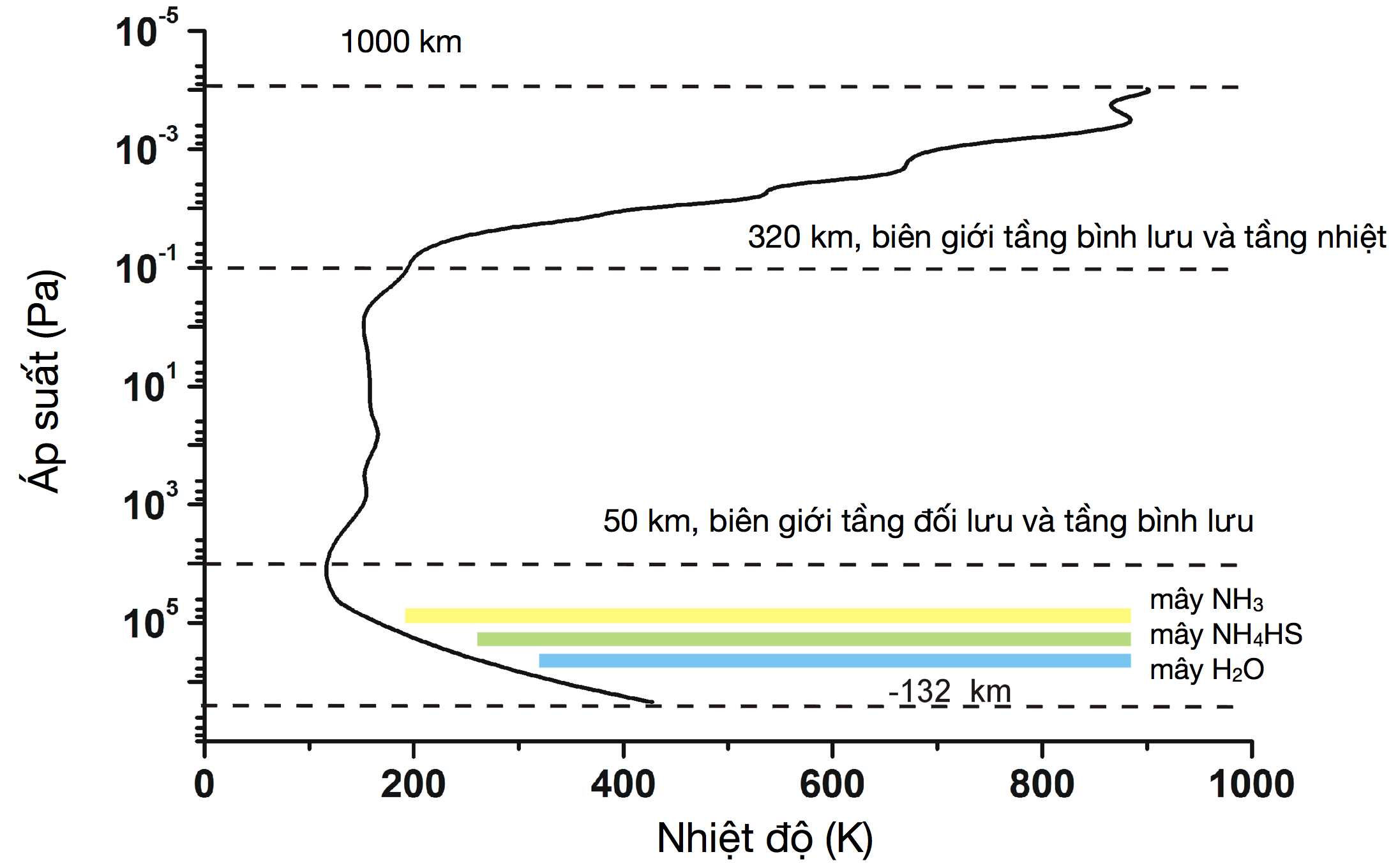
Cấu trúc theo chiều thẳng đứng của bầu khí quyển của Sao Mộc. Lưu ý rằng nhiệt độ giảm theo độ cao ở các tầng phía trên tầng đối lưu. Dữ liệu phần lớn được cung cấp bởi tàu thăm dò Galileo. Tàu thăm dò Galileo ngừng gửi về tín hiệu ở độ sâu 132 km bên dưới "bề mặt" ở áp suất 1 bar của Sao Mộc.

Khí quyển Sao Mộc cũng có tầng thấp nhất là tầng đối lưu. Sự thay đổi nhiệt độ theo chiều thẳng đứng ở Sao Mộc tương tự như với khí quyển Trái Đất. Nhiệt độ của tầng đối lưu giảm với chiều cao cho đến khi đạt mức tối thiểu ở vùng đỉnh của tầng đối lưu, tại khoảng lặng đối lưu. Trên Sao Mộc, khoảng lặng đối lưu ở vào khoảng 50 km bên trên những đám mây có thể nhìn thấy được (ở khoảng mức áp suất 1 bar), tại đó áp suất và nhiệt độ là khoảng 0,1 bar và 110 K.  Bên trên tầng đối lưu, từ tầng bình lưu trở lên, nhiệt độ lại tăng lên.
Khoảng lặng đối lưu của Sao Mộc chứa một cấu trúc mây phức tạp. Các đám mây ở trên cao, nằm trong phạm vi áp suất 0,6 đến 0,9 bar, chứa băng amonia. Bên dưới những đám mây băng amonia, những đám mây đặc hơn chứa amoni hydro sulfide hoặc amoni sulfide (nằm trong tầng áp suất 1 đến 2 bar) và nước (3 đến 7 bar) được cho là tồn tại. Không có mây mêtan do nhiệt độ quá cao để mêtan có thể ngưng tụ. Những đám mây hơi nước tạo thành tầng mây dày đặc nhất và có ảnh hưởng mạnh nhất đến động lực học của bầu khí quyển. Đây là hệ quả của nhiệt ngưng tụ cao của nước và hàm lượng nước cao hơn so với amonia và hydro sulfide (do oxy là nguyên tố hóa học phổ biến hơn nitơ hoặc lưu huỳnh).

## Các nguồn trích dẫn
- Atreya, Sushil K.; Wong, M. H.; Owen, T. C.; Mahaffy, P. R.; Niemann, H. B.; de Pater, I.; Drossart, P.; Encrenaz, T. (October–November 1999). "A comparison of the atmospheres of Jupiter and Saturn: Deep atmospheric composition, cloud structure, vertical mixing, and origin". Tạp chí Planetary and Space Science. Quyển 47 số 10–11. tr. 1243–1262. Bibcode:1999P&SS...47.1243A. doi:10.1016/S0032-0633(99)00047-1. ISSN 0032-0633. PMID 11543193.
- Atreya, Sushil K.; Wong, Ah-San; Baines, K. H.; Wong, M. H.; Owen, T. C. (2005). "Jupiter's ammonia clouds—localized or ubiquitous?" (PDF). Tạp chí Planetary and Space Science. Quyển 53 số 5. tr. 498–507. Bibcode:2005P&SS...53..498A. doi:10.1016/j.pss.2004.04.002. ISSN 0032-0633.
- Ingersoll, A.P.; Dowling, T.E.; Gierasch, P.J.; và đồng nghiệp (2004). "Dynamics of Jupiter's Atmosphere" (PDF). Trong Bagenal, F.; Dowling, T.E.; McKinnon, W.B. (biên tập). Jupiter: The Planet, Satellites and Magnetosphere. Cambridge: Nhà xuất bản Đại học Cambridge. ISBN 0-521-81808-7.
- Seiff, A.; Kirk, D.B.; Knight, T.C.D.; và đồng nghiệp (1998). "Thermal structure of Jupiter's atmosphere near the edge of a 5-μm hot spot in the north equatorial belt". Journal of Geophysical Research. Quyển 103 số E10. tr. 22857–22889. Bibcode:1998JGR...10322857S. doi:10.1029/98JE01766.
- Vasavada, A.R.; Showman, A. (2005). "Jovian atmospheric dynamics: An update after Galileo and Cassini". Tạp chí Reports on Progress in Physics. Quyển 68 số 8. tr. 1935–1996. Bibcode:2005RPPh...68.1935V. doi:10.1088/0034-4885/68/8/R06.
- Yelle, R.V.; Miller, S. (2004). "Jupiter's Thermosphere and Ionosphere" (PDF). Trong Bagenal, F.; Dowling, T.E.; McKinnon, W.B. (biên tập). Jupiter: The Planet, Satellites and Magnetosphere. Cambridge: Nhà xuất bản Đại học Cambridge.
- West, R.A.; Baines, K.H.; Friedson, A.J.; và đồng nghiệp (2004). "Jovian Clouds and Haze". Trong Bagenal, F.; Dowling, T.E.; McKinnon, W.B. (biên tập). Jupiter: The Planet, Satellites and Magnetosphere. Cambridge: Nhà xuất bản Đại học Cambridge. {{Chú thích sách}}: |format= cần |url= (trợ giúp)